# Trang phục Hồi giáo

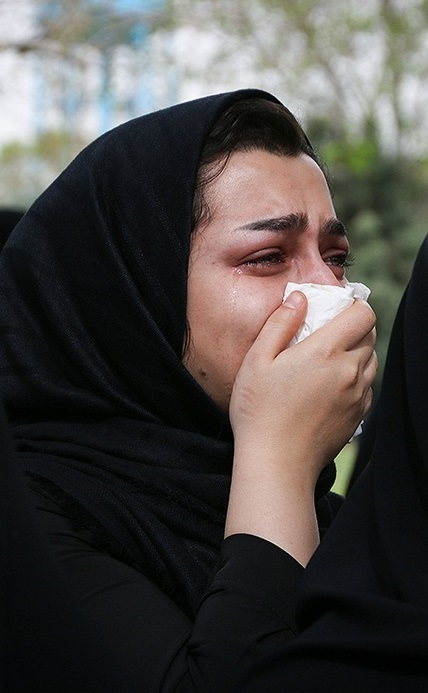
Một cô gái trong trang phục Hồi giáo khi dự một tang lễ ở Iran

Trang phục Hồi giáo (Islamic clothing) là trang phục, quần áo ăn bận phù hợp với giáo lý của đạo Hồi. Người Hồi giáo mặc nhiều loại quần áo khác nhau, không chỉ bị ảnh hưởng do những lề luật về tôn giáo mà còn bởi các yếu tố thực tại, khí hậu, văn hóa, xã hội và chính trị. Trong thời hiện đại, một số người Hồi giáo đã dùng trang phục dựa trên truyền thống phương Tây (Âu phục), trong khi những người khác mặc trang phục truyền thống của người Hồi giáo theo kiểu hiện đại, qua nhiều thế kỷ thường bao gồm quần áo dài và thướt tha. Bên cạnh những lợi ích thiết thực của nó đối với khí hậu khô nóng ở vùng Trung Đông, quần áo rộng rãi cũng thường được coi là phù hợp với giáo lý Hồi giáo, quy định rằng những vùng cơ thể có bản chất gợi dục (vùng kín) phải được che giấu khỏi tầm nhìn của thiên hạ.
Trang phục truyền thống của đàn ông Hồi giáo thường che ít nhất là đầu và vùng giữa thắt lưng và đầu gối, trong khi trang phục Hồi giáo của phụ nữ che giấu mái tóc và cơ thể từ mắt cá chân đến cổ Một số phụ nữ Hồi giáo cũng che mặt (đeo Burqa). Tuy nhiên, những người Hồi giáo khác tin rằng Kinh Qur'an không bắt buộc phụ nữ phải đội khăn trùm đầu hoặc khăn che đầu. Trang phục truyền thống chịu ảnh hưởng của hai nguồn lề luật là Kinh Qur'an và những Hadith. Kinh Qur'an cho ra các nguyên tắc hướng dẫn được cho là đến từ Chân Chủ Thượng Đế, trong khi Hadith mô tả một hình mẫu con người được gán cho nhà tiên tri Hồi giáo Muhammad.
Giới luật Hồi giáo nhắc đến sự khiêm tốn (Haya) là nền tảng của trang phục Hồi giáo. Các tín đồ của Hồi giáo tin rằng bổn phận tôn giáo của đàn ông và phụ nữ Hồi giáo trưởng thành là phải ăn mặc giản dị, như một điều bắt buộc (Farḍ) được sự đồng thuận của cộng đồng (Ijma). Theo quan điểm truyền thống của Hồi giáo Sunni, đàn ông phải che từ rốn đến đầu gối, mặc dù họ khác nhau về việc điều này bao gồm rốn và đầu gối hay chỉ che phần giữa chúng. Theo truyền thống, phụ nữ được khuyến khích che phần lớn cơ thể họ trừ bàn tay và khuôn mặt. Một từ tiếng Ả Rập gắn liền với quần áo Hồi giáo và Haya là Khimar (خمار), dịch sang tiếng Anh là "tấm mạng che mặt". Tấm màn che mặt lại nổi lên như một chủ đề bàn tán vào những năm 1990 khi có lo ngại về khả năng phương Tây xâm nhập các hoạt động Hồi giáo ở các quốc gia Hồi giáo.

## Ở châu Âu

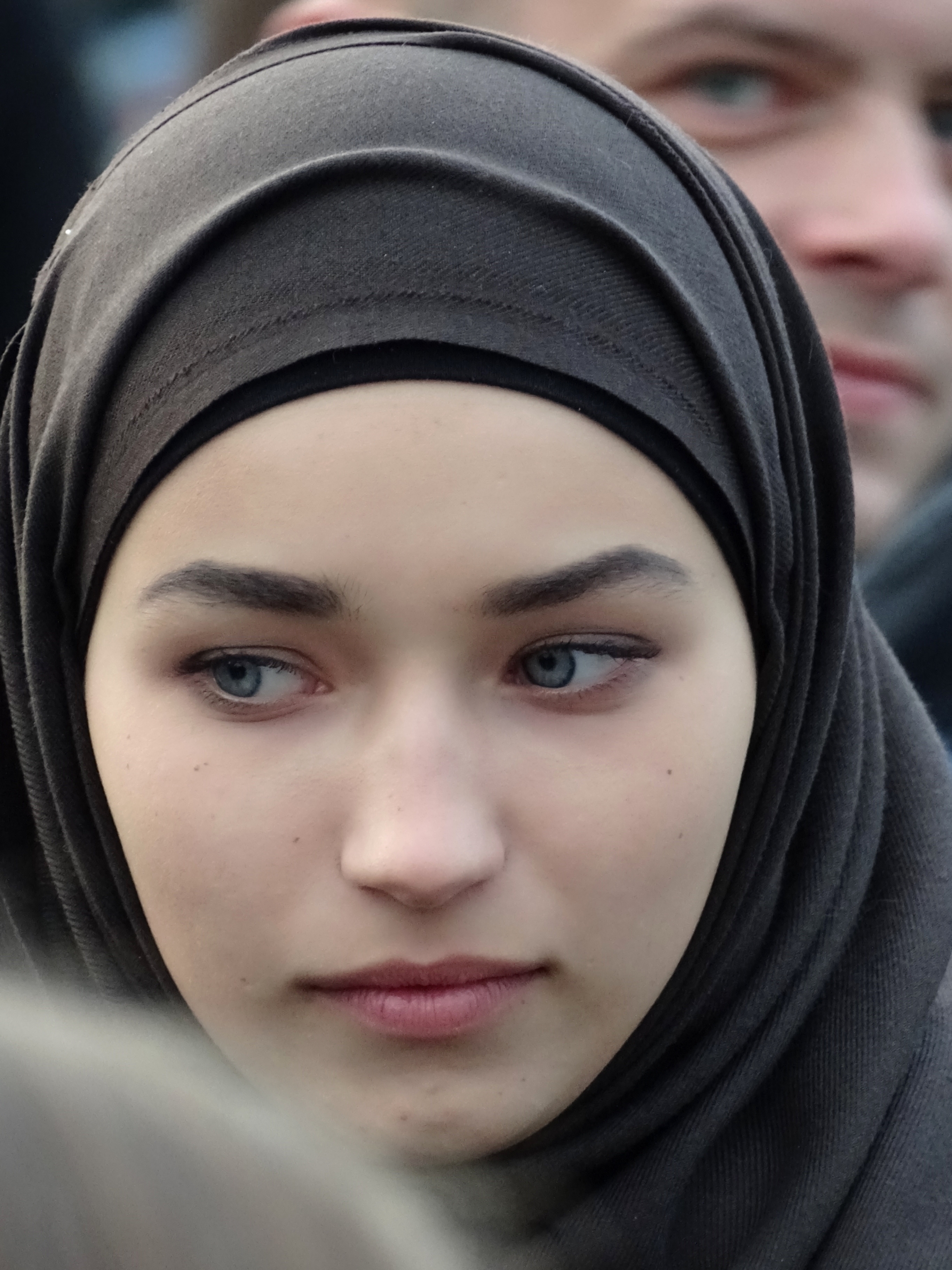
Một cô gái trẻ Tác-ta Crưm đang đội khăn trùm đầu

Trang phục Hồi giáo ở Châu Âu, đáng chú ý là sự đa dạng của các loại mũ được phụ nữ Hồi giáo đội mặc đã trở thành một biểu tượng nổi bật về sự hiện diện của Hồi giáo ở Tây Âu. Ở một số quốc gia, việc tuân theo Hijab (một danh từ tiếng Ả Rập có nghĩa là "che đậy") đã dẫn đến những tranh cãi chính trị không ngớt và các đề xuất về một lệnh cấm hợp pháp. Chính phủ Hà Lan đã quyết định ban hành lệnh cấm quần áo che mặt, thường được mô tả là "lệnh cấm Burqa", mặc dù lệnh cấm này không chỉ áp dụng cho burqa kiểu Afghanistan. Các quốc gia khác, chẳng hạn như Pháp và Úc đang tranh luận về các đạo luật tương tự hoặc có các lệnh cấm hạn chế hơn. Một số chỉ áp dụng cho quần áo che mặt như Burqa, Chador, Boushiya, hoặc Niqab; một số áp dụng cho bất kỳ quần áo nào có biểu tượng tôn giáo là Hồi giáo, chẳng hạn như Khimar là một loại khăn trùm đầu (một số quốc gia đã có luật cấm đeo khẩu trang ở nơi công cộng, có thể áp dụng cho mạng che mặt).
Mặc dù vùng Balkan và Đông Âu có dân số bản địa Hồi giáo nhưng hầu hết người Hồi giáo ở Tây Âu là thành viên của các cộng đồng nhập cư. Vấn đề trang phục Hồi giáo có liên quan đến các vấn đề di cư và vị trí của Hồi giáo trong xã hội phương Tây. Ủy viên Châu Âu Franco Frattini cho biết vào tháng 11 năm 2006 rằng ông không ủng hộ lệnh cấm Burqa. Đây rõ ràng là tuyên bố chính thức đầu tiên về vấn đề cấm trang phục Hồi giáo từ Ủy ban Châu Âu, cơ quan điều hành của Liên minh Châu Âu. Những lý do được đưa ra để cấm khác nhau. Các lệnh cấm hợp pháp đối với quần áo che mặt thường được biện minh vì lý do an ninh, như một biện pháp chống khủng bố.
Ayaan Hirsi Ali coi Hồi giáo là không tương thích với các giá trị Phương Tây, ít nhất là ở dạng hiện tại. Ayaan Hirsi Ali ủng hộ các giá trị của "Thời đại Khai sáng chủ nghĩa tự do", bao gồm chủ nghĩa thế tục và bình đẳng của phụ nữ. Đối với Ayaan Hirsi Ali thì Burqa hay Chador đều là biểu tượng của tôn giáo theo thuyết tục tĩu và sự áp bức phụ nữ. Theo quan điểm của Ayaan Hirsi Ali thì các giá trị Khai sáng của phương Tây không đòi hỏi phải có sự cấm đoán, bất kể phụ nữ có tự do lựa chọn trang phục Hồi giáo hay không. Trang phục Hồi giáo cũng được coi là biểu tượng cho sự tồn tại của xã hội song song và sự thất bại của hội nhập, năm 2006, Thủ tướng Anh Tony Blair đã mô tả nó như một "dấu hiệu của sự chia ly". Các biểu tượng có thể nhìn thấy của một nền văn hóa phi Cơ Đốc xung đột với bản sắc dân tộc ở các quốc gia châu Âu, nơi thừa nhận một nền văn hóa (phi tôn giáo) chung. Các đề xuất cấm có thể liên quan đến các lệnh cấm văn hóa liên quan khác, chính trị gia người Hà Lan Geert Wilders đề xuất lệnh cấm khăn trùm đầu, ở các ngôi trường Hồi giáo (Madrasah), ở nhà thờ Hồi giáo mới, và ở nơi nhập cư Châu phi đến phương Tây.
Ở Pháp và Thổ Nhĩ Kỳ, điểm nhấn là tính chất thế tục của nhà nước, và tính chất biểu tượng của trang phục Hồi giáo. Ở Thổ Nhĩ Kỳ, lệnh cấm được áp dụng tại các cơ quan nhà nước (tòa án, cơ quan dân sự) và trong giáo dục do nhà nước tài trợ. Năm 2004, Pháp đã thông qua luật cấm "các biểu tượng hoặc quần áo mà qua đó học sinh thể hiện rõ ràng tư tưởng tôn giáo của mình" (bao gồm cả khăn trùm đầu) tại các trường tiểu học, trung học cơ sở và trung học công lập nhưng luật này không liên quan đến các trường đại học (ở các trường đại học Pháp, luật hiện hành cho phép sinh viên tự do ngôn luận miễn là phải đảm bảo giữ trật tự công cộng. Những lệnh cấm này cũng bao gồm khăn trùm đầu của người Hồi giáo, ở một số quốc gia khác được coi là ít gây tranh cãi hơn, mặc dù tòa án luật nhân viên ở Hà Lan cũng bị cấm đội khăn trùm đầu của người Hồi giáo với lý do 'nhà nước trung lập'. Một lập luận dường như ít bị chính trị hóa hơn là trong các ngành nghề cụ thể (giảng dạy), lệnh cấm "khăn che mặt" (Niqab) là hợp lý, vì giao tiếp trực tiếp và giao tiếp bằng mắt là bắt buộc.
Lập luận này đã nổi bật trong phán quyết ở Anh và Hà Lan, sau khi học sinh hoặc giáo viên bị cấm mặc quần áo che mặt. Phản ứng của công chúng và chính trị đối với các đề xuất cấm như vậy rất phức tạp, vì theo định nghĩa, chúng có nghĩa là chính phủ can thiệp vào vấn đề áo quần cá nhân. Một số người không theo đạo Hồi, những người sẽ không bị ảnh hưởng từ lệnh cấm, coi đó là vấn đề quyền tự do dân sự và nó như một con dốc trơn trượt dẫn đến những hạn chế hơn nữa đối với cuộc sống riêng tư. Một cuộc thăm dò dư luận ở Luân Đôn cho thấy 75% người dân Luân Đôn bày tỏ ủng hộ "quyền của tất cả mọi người được ăn mặc phù hợp với niềm tin tôn giáo của họ". Trong một cuộc thăm dò khác ở Vương quốc Anh do tổ chức Ipsos MORI thực hiện cho thấy 61% đồng ý rằng "phụ nữ Hồi giáo đang tự cô lập mình" bằng cách đeo mạng che mặt, nhưng 77% cho rằng họ nên có quyền đeo mạng che mặt. Những lý do được đưa ra để cấm trang phục Hồi giáo các loại cũng như các lệnh cấm hợp pháp đối với quần áo che mặt thường được biện minh vì lý do an ninh, như một biện pháp chống khủng bố.

## Hình ảnh

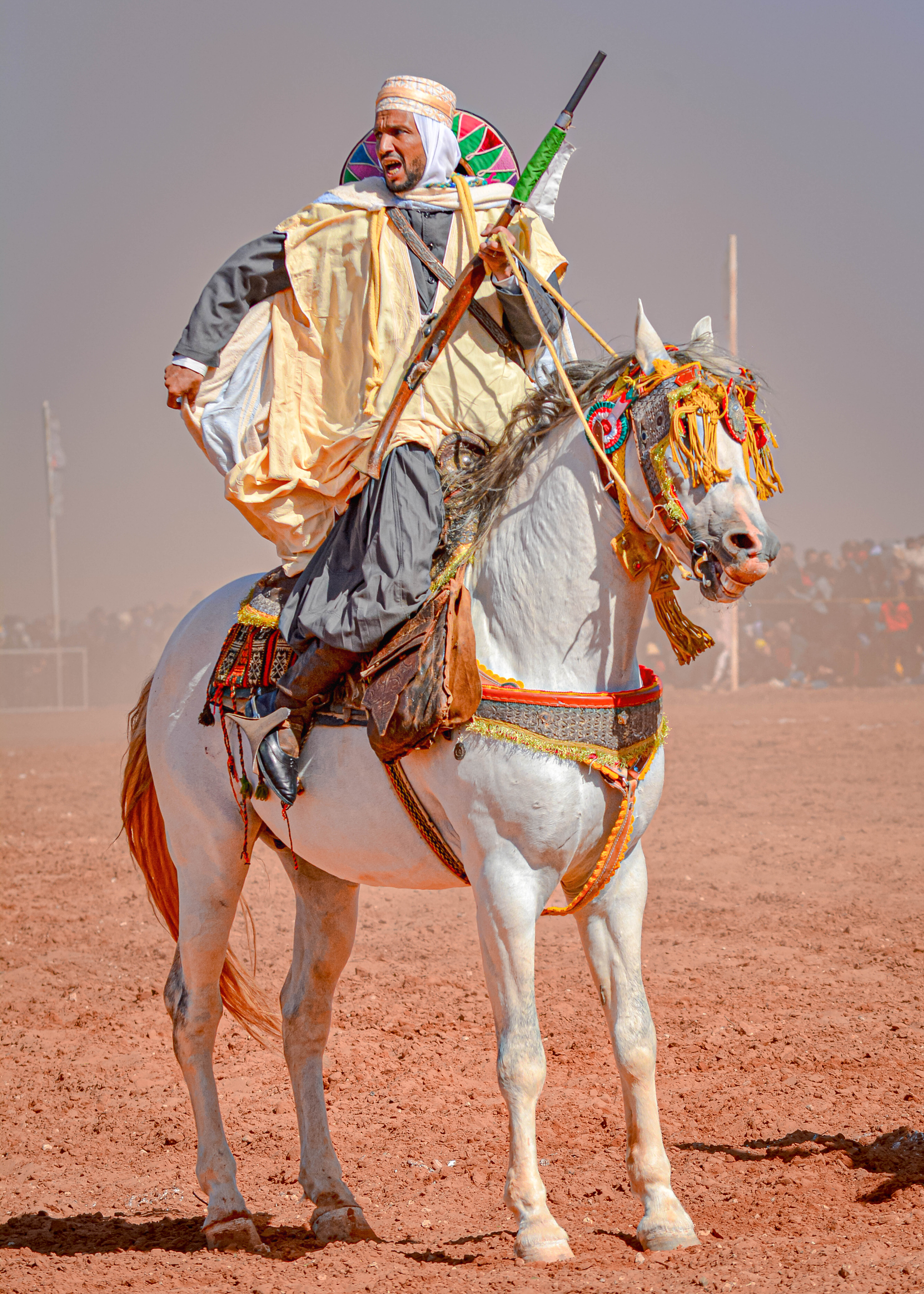
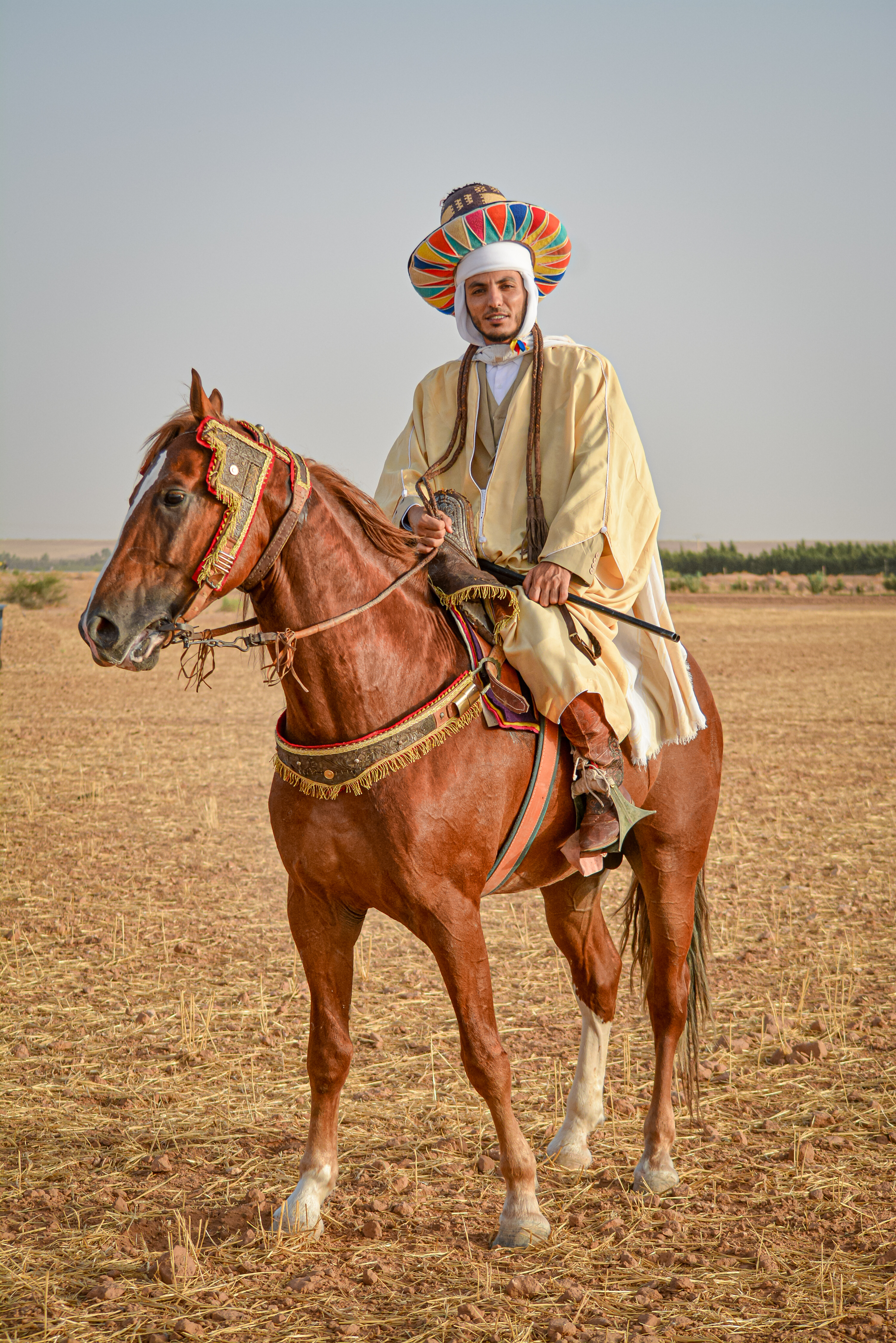
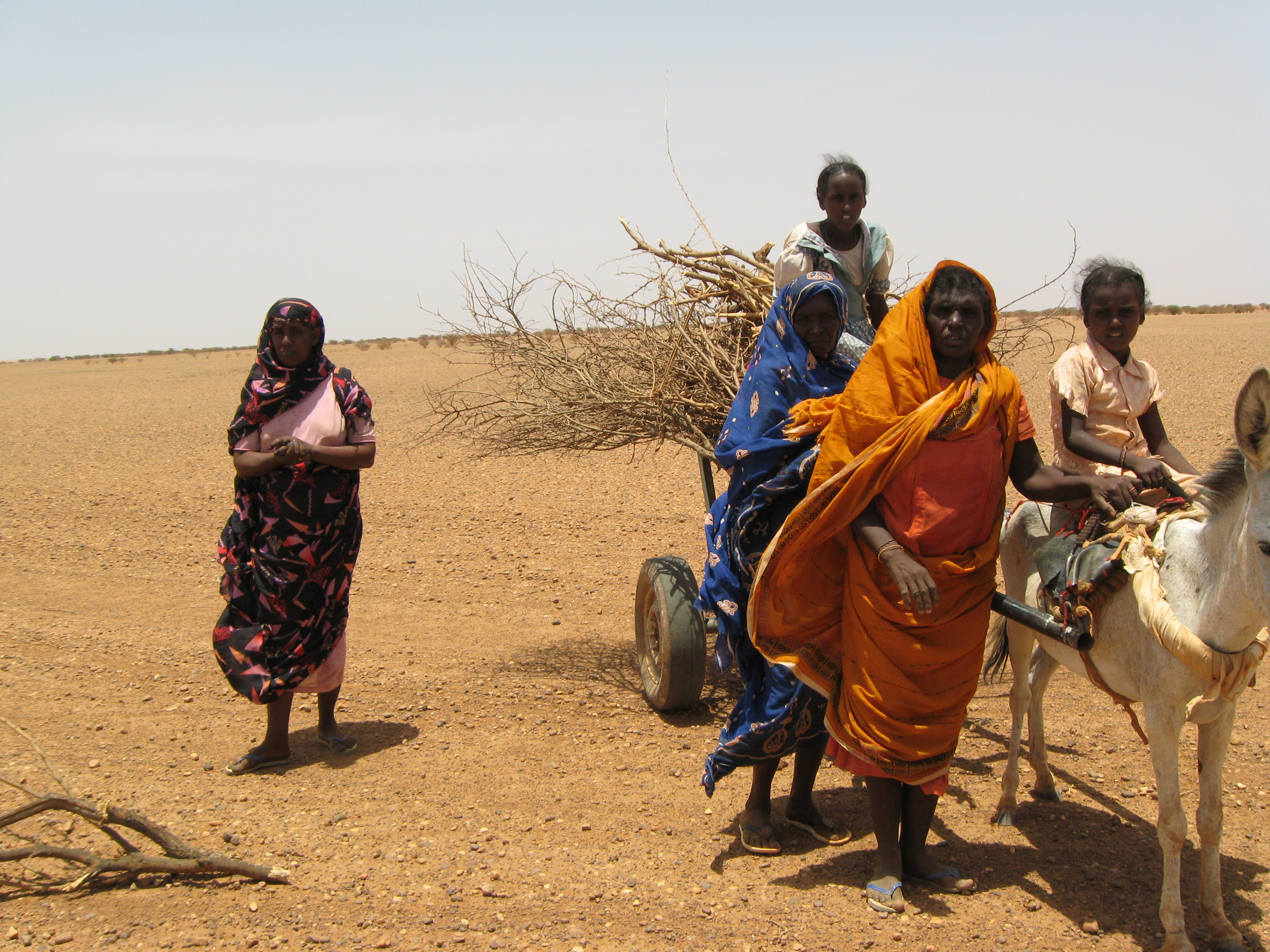
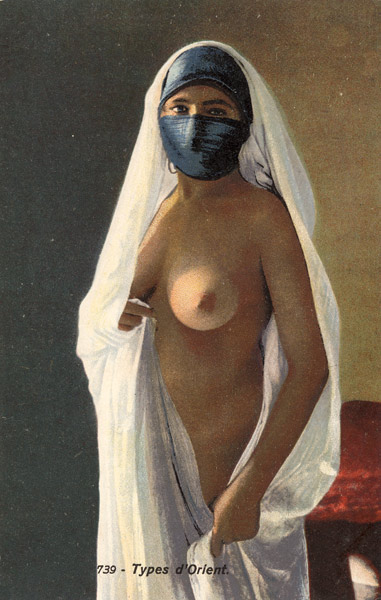
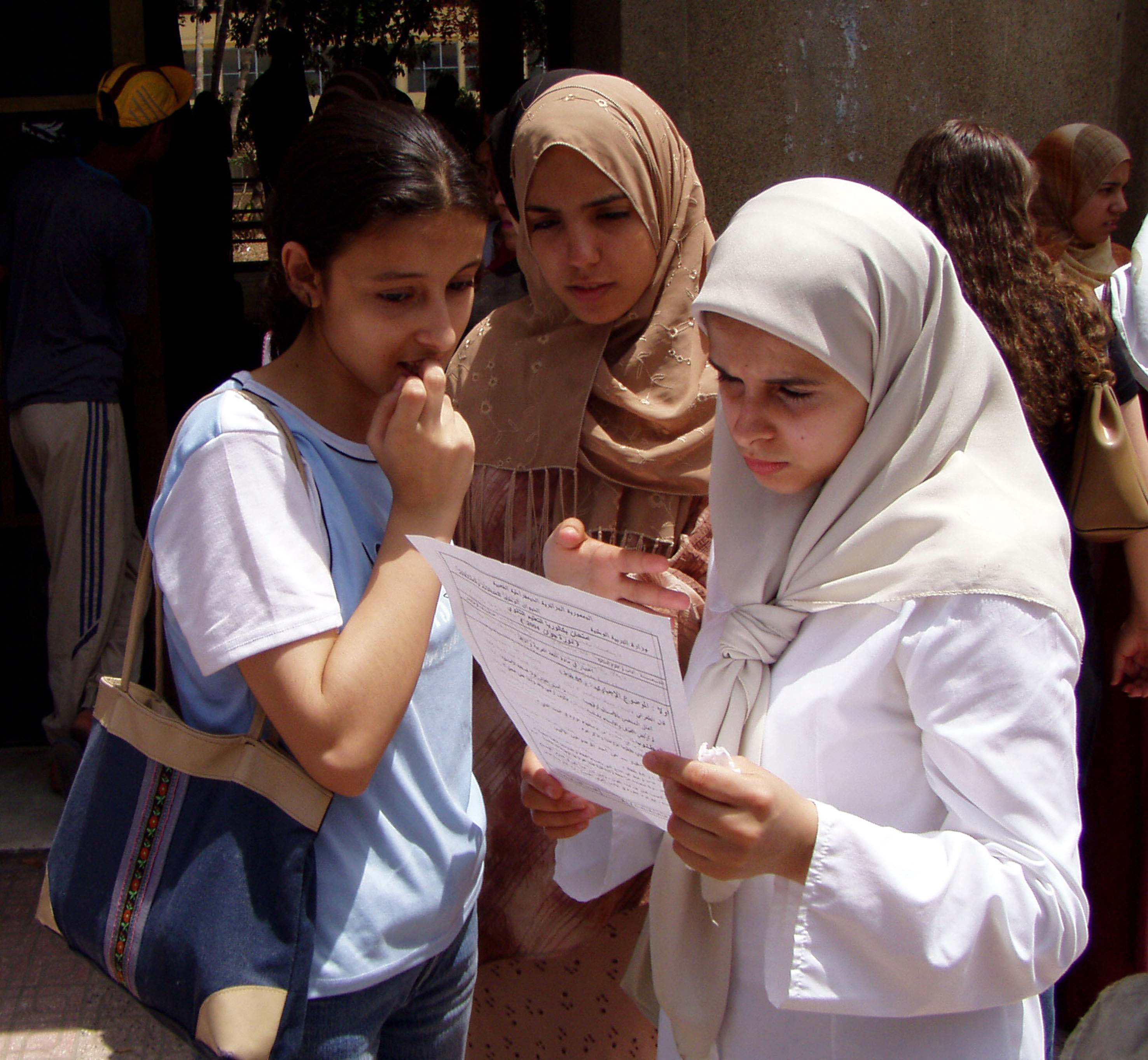
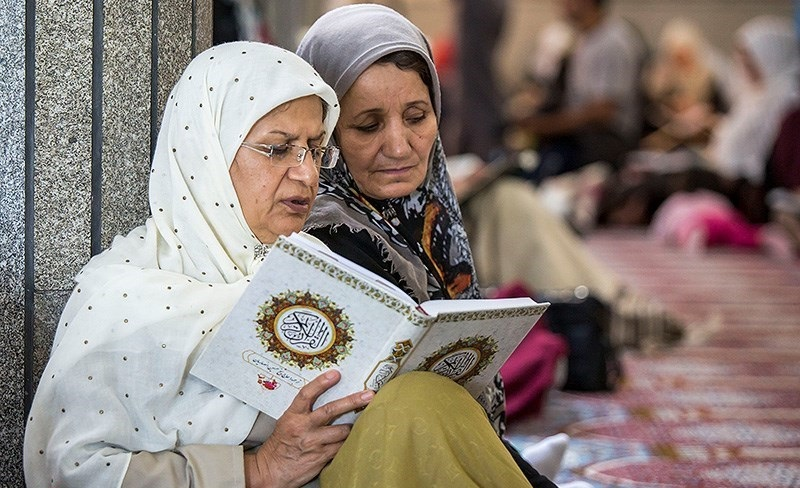
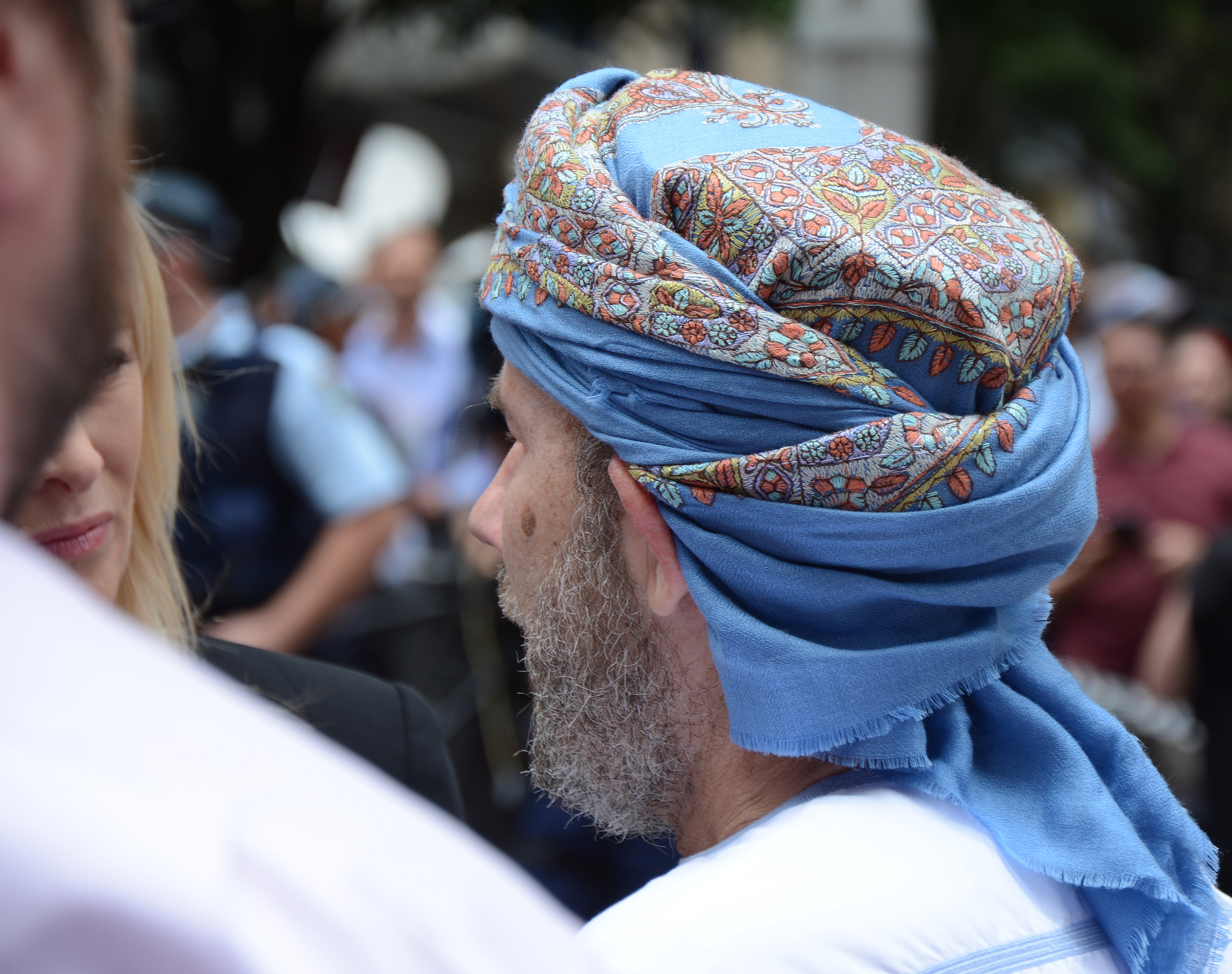
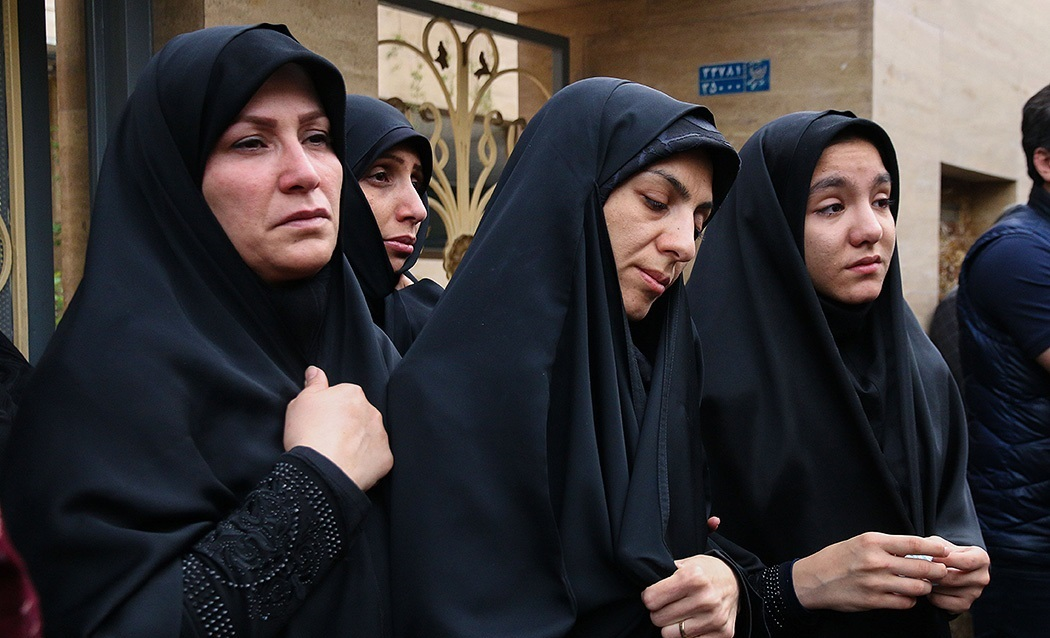
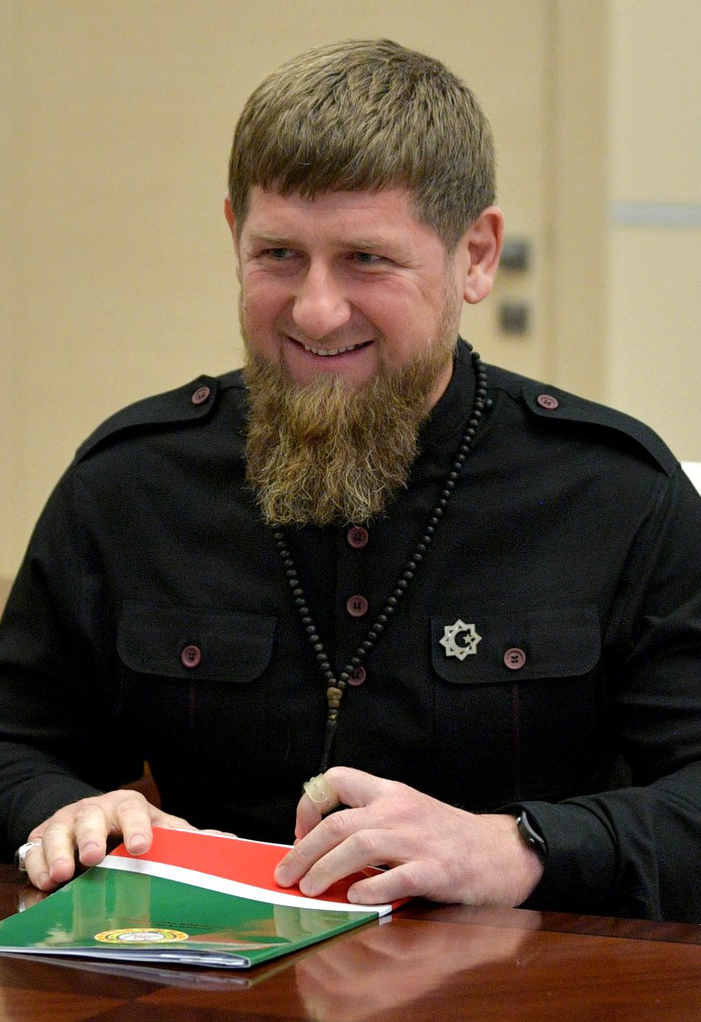
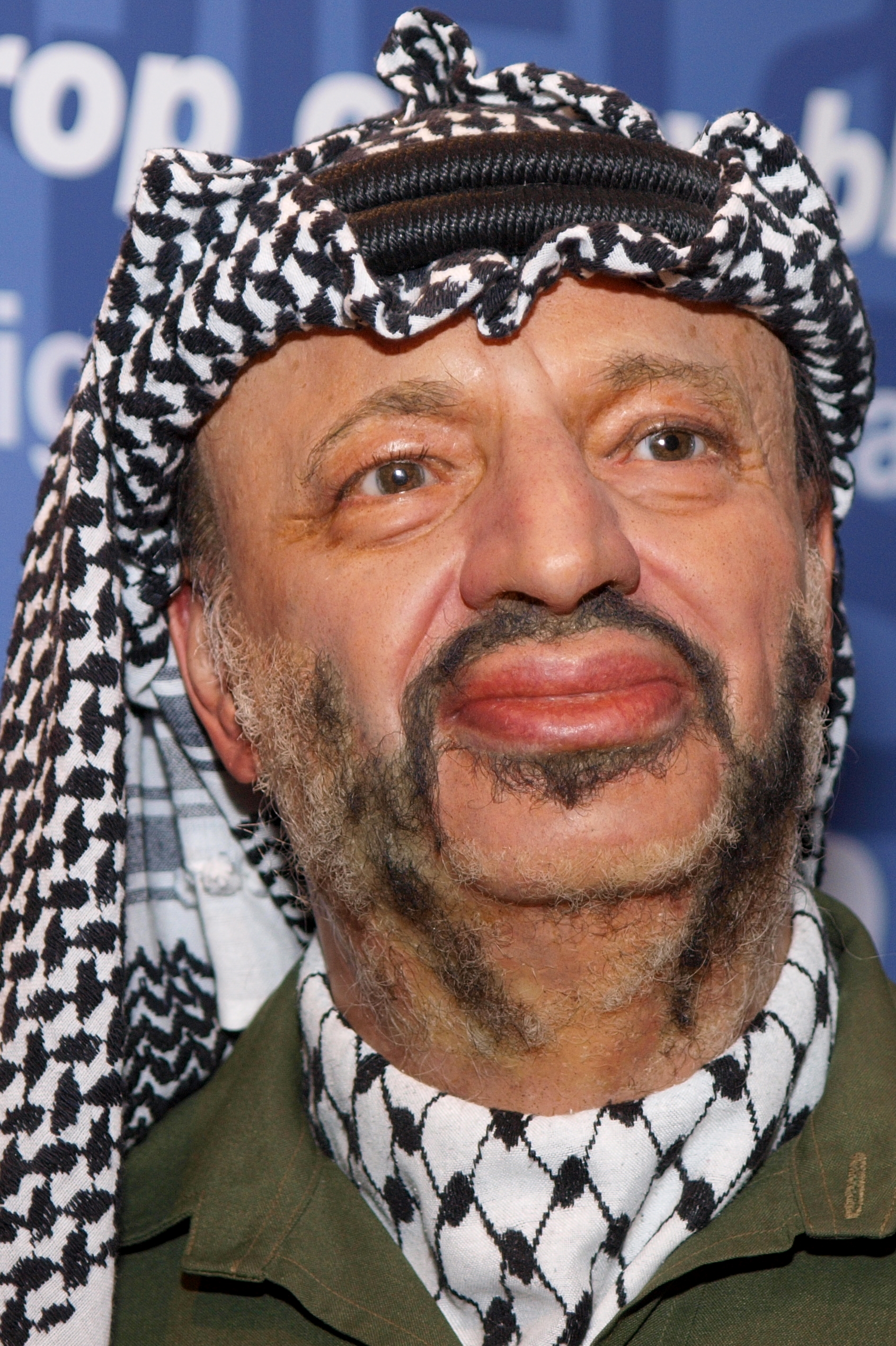

- Tập tin:Zenan-name. "An Ethiopian Woman" Turkey; end of 18th century (cropped).jpg